# Lupparia lata
Lupparia lata är en kackerlacksart som först beskrevs av Lucien Chopard 1929.  Lupparia lata ingår i släktet Lupparia och familjen småkackerlackor.
Artens utbredningsområde är Samoa. Inga underarter finns listade i Catalogue of Life.